# Nahuel Ruiz
Nahuel Ruiz (n. 27 de marzo de 1985 en Italia) es un futbolista italiano. Juega de mediocampista izquierdo. Su actual club es el Mons Calpe Sporting Club.

## Clubes
| Club                     | País      | Año         |
| ------------------------ | --------- | ----------- |
| Mons Calpe Sporting Club | Gibraltar | 2018 - 2019 |